# Kraaifontein
Kraaifontein est un faubourg situé au nord-est de la ville du Cap en Afrique du Sud . 

## Localisation
Kraaifontein est situé au nord-est de la ville du Cap et traversé par la N 1 en direction des villes de Paarl et de Worcester. 

## Quartiers
Kraaifontein se divise en 31 secteurs : Avalon Estate, Belmont Park, Bernadino Heights, Bloekombos, Bonnie Brae, Bonny Brook, Eikendal, Joostenberg Vlakte SH, Klein Begin, Klein Begin informal, Kraaifontein AH, Kraaifontein East 1, Kraaifontein East 2, Kraaifontein East 3, Kraaifontein East Informal, Kraaifontein Ext17/Zonnendal, Kraaifontein Industrial, Langeberg Glen, Langeberg Hoogte, Langeberg Ridge, Northpine, Peerless Park East, Peerless Park North, Peerless Park West, Scottsdene, Scottsville, Summerville, Wallacedene, Windsor Park, Windsor Park Estate et Zoo Park.

## Démographie
Selon le recensement de 2011, Kraaifontein compte 154 615 habitants, principalement issus de la communauté noire (43,35 %). Les Coloureds représentent 40,16 % des habitants et les blancs environ 14,45 % des résidents. 
Bien qu'assez minoritaires sur l'ensemble de Kraaifontein, les blancs sont largement majoritaires dans 13 des 31 quartiers de la ville, notamment les moins denses, comme Avalon (88,21 %), Bonnie Brae (81,60 %), Bonny Brook (75,80 %), Joostenberg Vlakte SH (71,32 %) Kraaifontein Ext17/Zonnendal (69,82 %), Langeberg Glen (79,55 %), Langeberg Hoogte (89,76 %), Langeberg Ridge (80,63 %), Peerless Park East (46,23 %), Peerless Park North (70,59 %), Windsor Park (65,42 %), Windsor Park Estate (75,42 %) et Zoo Park (76,91 %). 

À l'inverse, les noirs représentent 89,53 % des habitants de Bloekombos, le quartier le plus peuplé de Kraaifontein. 
Les langues maternelles dominantes sont l'afrikaans (45,40 %), le xhosa (33,40 %) et l'anglais sud-africain (14 %).

## Historique
La ville de Kraaifontein fut une municipalité jusqu'à son intégration dans celle de Oostenberg en 1996. Cette dernière a été dissoute en 2000 et ses communes intégrées dans la métropole du Cap. 

## Politique
Les quartiers de Kraaifontein se partagent entre le 2e arrondissement (sub council 2) et le 7e arrondissement du Cap  (sub council 7). Ils se partagent également entre 7 circonscriptions municipales : 
- la circonscription municipale no 6 (Brackenfell Industrial - Everite Industria - Protea Heights - Ruwari - Scottsdene - Wallacedene) dont le conseiller municipal est Simpiwe Nonkeyizana (ANC)[3].
- la circonscription municipale no 7 (Belmont Park au sud-est de la 12th Avenue, au sud-ouest de Station Road et au nord est de Van Riebeeck Street et Botfontein Road - Eikendal - Northpine - Scottsdene - Summerville) dont le conseiller municipal est Gabriel Twigg (DA)[4].
- la circonscription municipale no 101 (Bloekombos - EAST Rural au sud de la N1 - Kraaifontein East - Kraaifontein Industria - section est de Wallacedene - Wynland Industrial Park) dont le conseiller municipal est Luyanda Mbele (ANC)[5]
- la circonscription municipale no 102 (Arauna - Brackenfell Central - Brackenfell North - Cape Gate - Chamonix - Kleinbron - Malborough Park - Morgenster - Morgenster Heights - Okavango Park - Peerless Park North - St Michaels - Vredekloof - Vredekloof Glen - Vredekloof Heights - Vredekloofrand - Welgelee - Windsor Estate - Windsor Park) dont le conseiller municipal est Carin Brynard (DA)[6]
- la circonscription municipale no 103 (Amanda Glen - Bonnie Brook - Brighton Road jusqu'à Aristea Primary School - Durbanville Golf Course - Durbanville Meadows - Durbanville Sport Grounds - Eversdal  - Goedemoed - Holland view - Kraaifontein Sport Grounds - Langeberg Ridge - Langeberghoogte - Langeverg Village - Morningstar - Pinehurst - Rosedale - Sonstraal - Sonstraal Heights - Tarra - Uitzicht - Wellway Park East - Zoo Park) dont le conseiller municipal est Gerhard Fourie (DA)[7]
- la circonscription no 105 (Petrosa Tank Farm - Richmond Park - Richwood - Paarl Farms - Philadelphia - Mikpunt - Malmesbury Farms - Ruitershoogte - Vierlanden - Proteaville - Schoongezicht - Wellway Park - The Crest - Welgevonden - Joostenbergvlakte Smallholdings - Annandale Farm - Atlas Gardens Business Park - De Grendel Farm - Fisantekraal - Durmonte - Fisantekraal Industrial - Cape Farms District C - Klipheuwel Housing Scheme - Graanendal - Brentwood Park (Durbanville) - Durbanville au nord de Plein Street, à l'ouest de Wellington Road et de la friche de Wellway, à l'est de  Koeberg Road- Burgundy Estate - Baronetcy Estate - D'urbanvale) dont le conseiller municipal est Justin Basson (DA)[8].
- la circonscription municipale no 111 (Belmont Park au sud-est de 12th Avenue, au nord-est de Station Street, au nord-ouest de 1st Avenue et au sud-ouest de Plantation Street - Scottsville - Wallacedene) dont le conseiller municipal est Brenda Hansen (DA)[9]